# Matteo Mandelli

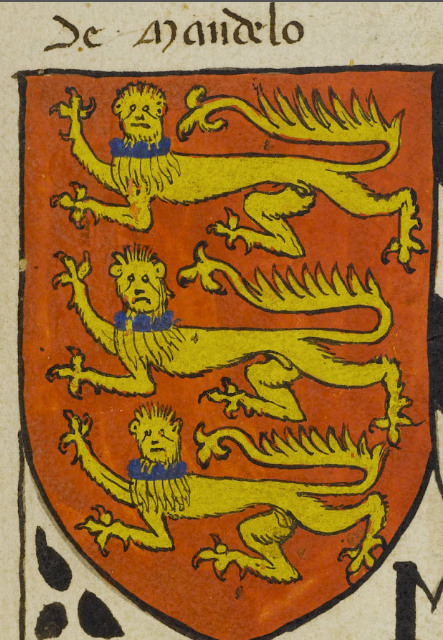
Stemma della famiglia Mandelli

Matteo Mandelli (... – 1392) è stato membro di un'importante casata facente parte dell'aristocrazia lombarda al tempo della signoria viscontea. I Mandelli sono presenti nella documentazione sin dall'XI secolo. La loro presenza è attestata in territori come Maccagno, Piovera e Pecetto. Sostennero i Visconti al tempo della guerra contro i Della Torre.

## Vita
Figlio di Guido Mandelli e Floramonda Visconti, Matteo era membro di una delle famiglie più importanti entro la compagine viscontea nel XIV secolo. Rivestì diversi incarichi di prestigio grazie all'influenza che la sua famiglia aveva nei confronti dei Visconti, signori di Milano. Residente in Porta Romana, nella parrocchia di San Damiano al Carrobio, insieme al fratello Giovanni fu protagonista di una carriera che si sviluppò nelle aree più instabili del dominio. 
Il 6 ottobre del 1351 l'arcivescovo e signore di Milano Giovanni Visconti nominò Matteo capitano del popolo di Brescia a partire dal 10 ottobre, in sostituzione di Ramengo Casati. Il Mandelli mantenne questa carica fino al 1354. Il 25 maggio del 1360 Matteo venne nominato dal signore di Milano Galeazzo II Visconti podestà di Pavia, con concessione di pieni poteri giurisdizionali, carica che mantenne fino all'anno successivo. Il 1375 fu probabilmente l'anno più significativo della carriera del Mandelli, dal momento che Galeazzo II gli affidò tre incarichi importanti: il 1º maggio Matteo venne nominato luogotenente ducale nelle città e nei distretti di Alessandria e di Tortona e nelle terre e nei castelli nell'Oltrepò; il 10 settembre venne incaricato di trattare in vece del signore di Milano con i Del Carretto, marchesi di Savona; il 27 ottobre venne nominato podestà di Alessandria al posto di Taddeo Pepoli per sei mesi a partire dal 1º novembre, per un pagamento di 312 lire, 10 soldi, 8 denari imperiali. Tre anni dopo, il 7 ottobre del 1378, Matteo venne nominato nuovamente da Galeazzo II Visconti luogotenente nell’Oltrepò e podestà di Alessandria per 6 mesi a partire dal 1º novembre.
Il 25 marzo del 1392 il Consiglio dei Dodici di Pavia decise di concedere la cittadinanza pavese a Matteo. Morì poco tempo dopo, nello stesso anno della concessione della cittadinanza.

## Rapporti con i Visconti
Il matrimonio tra Guido Mandelli e Floramonda Visconti, figlia di Matteo Visconti, imparentò queste due casate. Matteo e Giovanni, figli di Guido e Floramonda, erano quindi nipoti di Galeazzo I, Giovanni e Luchino Visconti e cugini di Azzone, Galeazzo II, Bernabò e Matteo II.
Questo stretto rapporto con i signori di Milano è stato sicuramente incrementato dalle numerose donazioni di terreni che i Visconti concessero ai Mandelli. Il 25 gennaio del 1351, in particolare, Matteo e Giovanni ricevettero da Giovanni Visconti un terreno a Montorfano appartenuto a Guido della Torre. Il 26 giugno del 1383 Galeazzo Visconti donò a Matteo le terre appartenute a Francesco Litta e attualmente tenute in affitto da Giovanni, figlio di Bellolo Litta.

## Discendenza
Matteo Mandelli sposò Maddalena Rossi, membro di una delle casate più importanti del parmense. Ebbe un figlio, di nome Nicola. Anche quest'ultimo contrasse matrimonio con un membro di una casata esterna alla Signoria di Milano, cioè con i Del Carretto, marchesi di Savona. Lo sappiamo grazie a una lettera datata 25 aprile 1377, in cui Matteo dichiara di aver ricevuto 1100 genovini per la dote di Eliana per il matrimonio con Nicola Mandelli.
Questi due matrimoni dimostrano quanto i Mandelli seppero tessere una fitta rete di relazioni che travalicavano decisamente la cerchia della corte signorile.